# El Diario de Orense
El Diario de Orense fue un periódico editado en Orense (España) entre 1914 y 1928.

## Historia
Subtitulado Periódico de intereses generales y locales (también figuraba Periódico de mayor circulación de la provincia), apareció el 6 de enero de 1914. Fue fundado por Heraclio Pérez Placer, que también lo dirigió en algún momento. Su primer director fue el periodista Hermenegildo Calvelo. Más tarde, estuvieron al frente del periódico Francisco Álvarez de Nóvoa y Ramón Villarino de Sáa. Su redactor jefe fue Antonio Couceiro Freijomil (durante la etapa de Francisco Álvarez Nóvoa) y en él colaboraron Luis Madriñán Megid, Ricardo Goyanes Melgarejo, Eugenio López Aydillo, Aurelio Ribalta, Francisco de Cossío, Felipe Pedreira y Juan Barcia Caballero. Era un diario de tendencia conservadora que se enfrentó en numerosas ocasiones al diario liberal de la provincia, La Voz Pública. Contenía noticias locales y provinciales de carácter general, artículos variados y anuncios. Incluía poemas en gallego, una sección satírica denominada "Picotazos", otra denominada "Galicia histórica", que se debía a Couceiro Freijomil y "Biografías Gallegas" escritas por Manuel Molina Mera. Cesó su edición en 1928.